# Platylomalus cribratus
Platylomalus cribratus är en skalbaggsart som först beskrevs av Lea 1925.  Platylomalus cribratus ingår i släktet Platylomalus och familjen stumpbaggar. Inga underarter finns listade i Catalogue of Life.